# Провідні шляхи головного і спинного мозку
Провідні шляхи головного і спинного мозку — системи мозку спеціалізованих нервових клітин (нейронів) та їх відростків (аксонів), за допомогою яких здійснюються взаємозв'язок між структурами мозку і координація його діяльності. 
Кожний провідний шлях (шлях, тракт, канатик) утворений двома або більше послідовно з'єднаними відростками нейронів, тіла яких об'єднані в ядра. Розрізняють провідні шляхи висхідні, низхідні та внутрішньо мозкові. Останні поділяються на асоціативні, що з'єднують різні відділи кори головного мозку однієї і тієї самої півкулі, та комісуральні, що зв'язують обидві півкулі між собою. Більшість нейронів висхідних шляхів міститься в сірій речовині спинного мозку, а їх аксони, піднімаючись у білій речовині, закінчуються у верхніх відділах спинного мозку або в структурах головного мозку. Частина висхідних шляхів утворена нейронами спинномозкових гангліїв, які містяться поза спинним мозком. Основні висхідні шляхи: дорзальні канатики — медіальна петля, спіно-таламічний, спіно-тектальний, спіно-церебелярні, спіно-ретикулярні. Висхідні шляхи передають сенсорну (чутливу) інформацію до центрів мозку. По цих шляхах передається інформація від пропріорецепторів. Перші три шляхи забезпечують також передачу різних компонентів шкірно-механічної, температурної і больової чутливості. 
Низхідні шляхи починаються від нейронів різних ядер головного мозку, аксони цих нейронів спускаються в білій речовині до нейронів різних сегментів спинного мозку. Основні низхідні шляхи: пірамідні, руброспінальний, вестибуло-спінальний, ретикуло-спінальні, текто-спінальний. Головною функцією низхідних шляхів є керування складними руховими реакціями організму, забезпечення тонічного напруження м'язів тощо. Важливе місце серед провідних шляхів займають амінспецифічні системи, утворені нейронами, тіла, відростки і закінчення яких містять високі концентрації амінів біогенних (норадреналін, дофамін, серотонін та інші). Такі нейрони локалізовані в стовбурі головного мозку, а їх аксони поширюються в головному і спинному мозку. Амінспецифічні системи керують функціональним станом складних субсистем мозку, пов'язаних з поведінкою, сном, неспанням, навчанням і пам'яттю.